# Hundertwasserjeva hiša
Hundertwasserjeva hiša (nemško Hundertwasserhaus) je stanovanjski kompleks, ki ga je dunajska občina zgradila od leta 1983 do 1985 in stoji na vogalu Kegelgasse 34–38 in Löwengasse 41–43 v tretjem okrožju Dunaja, Landstrasse.

## Zgodovina
Avstrijski umetnik Friedensreich Hundertwasser se je z arhitekturo ukvarjal od 1950-ih. Svoje udejstvovanje je začel z manifestacijami, eseji in demonstracijami. Njegov Verschimmelungsmanifest – manifest proti racionalizmu v arhitekturi je postal še posebej znan. Leta 1972 je v evrovizijski oddaji Wünsch Dir was prikazal, kakšni so arhitekturni modeli, s katerimi je ponazoril svoje ideje o strešnem gozdu, najemnikih dreves in okenskih pravicah ter razvil arhitekturne oblike, kot so Hoch-Wiesen-Haus, Augenschlitzhaus ali Terrassenhaus. Hundertwasser je na predavanjih na univerzah in v arhitekturnih združenjih in uradih spregovoril o skrbi za bolj naravno in humano arhitekturo.
Zvezni kancler Bruno Kreisky je v pismu z dne 30. novembra 1977 dunajskemu županu Leopoldu Gratzu priporočil, da se Hundertwasserju ponudi možnost, da uvede svoje arhitekturne skrbi pri gradnji stanovanjske stavbe. Gratz je nato Hundertwasserja s pismom z dne 15. decembra 1977 povabil, naj na Dunaju oblikuje stanovanjsko stavbo po svojih zamislih. Sledila so leta iskanja primerne parcele. Ker Hundertwasser ni bil arhitekt, je od mesta Dunaj zahteval, da mu priskrbi arhitekta, ki bi bil pripravljen njegov koncept prevesti v ustrezne načrte.

## Sodelovanje v konfliktnih odnosih
Mestni svet je Hundertwasserja postavil skupaj z arhitektom Josefom Krawino. Ta je je avgusta in septembra 1979 Hundertwasserju predstavil svoje predhodne zasnove, ki so temeljili na takratnih predpisih za socialna stanovanja, in model iz stiropora, kar je ustrezalo arhitekturnemu konceptu zaprte konstrukcije in ki ga je Hundertwasser v šoku zavrnil, saj je natančno ustrezal ravninski in izravnalni rešetki mreže, proti kateri se je vedno boril . Hundertwasser si je želel »hišo za ljudi in drevesa«, kot je opisal že leta prej v svojem besedilu Gozd v mestu: v svojem modelu »terasne hiše« za program Wünsch Dir was je to hišo že vizualiziral.
Leta 1979 je Hundertwasserju uspelo osvojiti mesto Dunaj s svojim konceptom zelene terasne gradnje in nekaj izjemam od gradbenih predpisov, ki bi se običajno uporabljali. Marca 1980 je sledil drug idejni projekt Krawina, ki je vseboval pripadajočo perspektivo ali aksonometrične risbe ter ustrezen model iz lesa. Hkrati je Krawina razvil gradbeno strukturo, ki je znatno odstopala od gradbenih predpisov, vendar je z intenzivno uporabo zakonskih možnosti uspel doseči soglasje. Ta struktura je v bistvu ostala nespremenjena v vseh načrtih in je bila dejansko izvedena.
»Pozneje so med Hundertwasserjem in Krawino nastali spori, ki so se stopnjevali pri oblikovanju fasade. Spor je pripeljal do tega, da je Krawina 14. oktobra 1981 zapustil sodelovanje.«
Umetnik je pisal Rudolfu Kolowrathu, vodji oddelka 19 (arhitektura), in ga pozval, naj nadomesti arhitekta, da bi lahko uresničil svoje zamisli. Nadaljnje načrtovanje je prevzel arhitekt Peter Pelikan, uslužbenec občinskega oddelka 19. Hundertwasser je postal dolgoročni partner za številne druge gradbene projekte. Vendar je vrhovno sodišče leta 2010 potrdilo stavbo ob dolgotrajnem pravnem sporu glede avtorstva:
»Stališče pritožbenega sodišča, arhitekta Krawina in Hundertwasser sta soavtorja, [...] temelji na razumljivih sklepih iz dokaznega postopka [...]«.
Leta 2001 je H. B. Medienvertriebsgesellschaft mbH Krawina prepričal, da toži Hundertwasser House kot svoje delo. Po osemletnem sojenju je Vrhovno sodišče 11. marca 2010 razsodilo:
»Da je Krawina sam prispeval stavbo, ni dvoma, potem ko so dokazi dopolnili izvedensko poročilo; je nato pritožbeno sodišče ugotovilo pravilno pravno stališče Krawina skupnega avtorstva«.
Od takrat je nujno pri razdelitvi replik ali replik hiše Josefa Krawina, poleg Hundertwasserja omenjati kot  soavtorja.

## Značilnost hiše
Barvita in nenavadna hiša ima neenakomerna tla v predelu hodnika in je bujno urejena. Leta 1985 je bilo zasajenih približno 250 dreves in grmovnic, ki so zrasla v mogočna drevesa - pravi park na strehah hiše. Hiša ne sledi običajnim arhitekturnim normam. Hundertwasserjevi modeli so jasno vidni: med drugimi Antoni Gaudí, Palais idéal des Ferdinand Cheval, Watts Towers v Los Angelesu, anonimna arhitektura majhnih vrtov in arhitekturnih knjig.
V hiši je 52 stanovanj in štirje poslovni prostori, 16 zasebnih in tri komunalne strešne terase. Medijska pokritost stavbe je bila po vsem svetu ogromna. Na Dunaju je Hundertwasserjeva hiša ena najbolj fotografiranih turističnih znamenitosti.
 »Slikar sanja o hišah in čudoviti arhitekturi, v kateri so ljudje svobodni in te sanje postanejo resničnost«. — Hundertwasser

## Druge Hundertwasserjeve stavbe
Umetnik je zasnoval okoli 40 zgradb, vključno s številnimi hišami, znanimi tudi kot Hundertwasserhaus. Nekaj manj kot 400 metrov od dunajske Hundertwasserhaus, na naslovu Unteren Weißgerberstrasse 13, je Kunst Haus Wien, muzej ki so ga odprli leta 1991 in oblikovala Hundertwasser in Peter Pelikan, kjer poleg začasnih razstav obstaja tudi stalna Hundertwasserjeva delovna razstava.
Podobne stavbe so bile zgrajene v sodelovanju med Friedensreich Hundertwasser in arhitektoma Petrom Pelikanom in Heinzom M. Springmannom v: Bad Soden am Taunus, Darmstadtu (Waldspirale - gozdna spirala), Frankfurt ob Majni, Magdeburg (Grüne Zitadelle von Magdeburg – zelena citadela v  Magdeburgu), Plochingen (Wohnen unterm Regenturm - stanovanje pod deževnim stolpom), Lutherstadt Wittenberg (Luther-Melanchthon-Gymnasium), Bad Blumau (Rogner Bad Blumau), Izrael, Švica, ZDA, Osaka na Japonskem in Nova Zelandija.

## Galerija
- Hundertwasser, Dunaj, Avstrija

## Hundertwasserentscheidung
Hundertwasserjeva hiša se je v pravno zgodovino zapisala s pravnim sporom med Hundertwasserjem in Fundacijo Hundertwasser in trgovsko skupino Metro. V odločbi Hundertwasserentscheidung leta 2003 je nemško zvezno sodišče odločilo, da se nemška različica svobode panorame, ki je ožja od Avstrije, uporablja za fotografije, ki se distribuirajo v Nemčiji, tudi če so bile posnete v tujini.